# André Ruellan
Pour les articles homonymes, voir Ruellan et André Ruellan (militaire).
Œuvres principales
- Mémo
- Tunnel
- Manuel du savoir mourir
- Ortog
- Le Disque rayé

André Ruellan, né le 7 août 1922 à Courbevoie et mort le 10 novembre 2016 à Paris 13e,,, est un écrivain de science-fiction et scénariste français. Il a écrit sous divers pseudonymes dont le principal est Kurt Steiner.

## Biographie
Au départ instituteur, il entreprend des études de médecine à vingt-cinq ans et exerce pendant dix ans. Puis il se met à écrire pour la collection Fleuve noir, surtout dans le genre fantastique ou la science-fiction, sous de multiples pseudonymes, dont le plus connu est Kurt Steiner.
Il publie pour la première fois sous son vrai nom en 1963 dans un essai, Manuel du savoir-mourir, illustré par des dessins de Topor, puis plus régulièrement à partir de 1973 pour signer des œuvres de science-fiction plus ambitieuses comme Tunnel ou Mémo, parallèlement à des activités de scénariste, pour Jean-Pierre Mocky (L'Ibis rouge) ou pour Pierre Richard (Le Distrait). Dans ce dernier film, il interprète une scène – à la 52e minute – dont le texte est : « Il faut un spécialiste. Je suis maître-nageur. »

## Pseudonymes
Il a écrit sous divers pseudonymes :
- Kurt Steiner
- Kurt Dupont
- André Louvigny
- Fletcher Miles
- Bazeïlius Schmorll
- Luc Vigan (avec Alain Dorémieux et Gérard Klein)
- Kurt Wargar

## Œuvre

### Romans
- Alerte aux monstres, 1953, RomanSous le nom de Kurt Wargar.
- Le Bruit du silence, 1956, RomanSous le nom de Kurt Steiner.
- Pour que vive le diable, 1956, RomanSous le nom de Kurt Steiner.
- Fenêtres sur l'obscur, 1956, RomanSous le nom de Kurt Steiner.
- De flamme et d'ombre, 1956, RomanSous le nom de Kurt Steiner.
- Le Seuil du vide, 1956, RomanSous le nom de Kurt Steiner.
- Les Rivages de la nuit, 1957, RomanSous le nom de Kurt Steiner.
- Je suis un autre, 1957, RomanSous le nom de Kurt Steiner.
- Les Dents froides, 1957, RomanSous le nom de Kurt Steiner.
- L'Envers du masque, 1957, RomanSous le nom de Kurt Steiner.
- Les Pourvoyeurs, 1957, RomanSous le nom de Kurt Steiner.
- Sueurs, 1957, RomanSous le nom de Kurt Steiner.
- L'Herbe aux pendus, 1958, RomanSous le nom de Kurt Steiner.
- La Marque du Démon, 1958, RomanSous le nom de Kurt Steiner.
- Lumière de sang, 1958, RomanSous le nom de Kurt Steiner.
- Syncope Blanche, 1958, RomanSous le nom de Kurt Steiner.
- Le Village de la foudre, 1958, RomanSous le nom de Kurt Steiner.
- Le Prix du suicide, 1958, RomanSous le nom de Kurt Steiner.
- Menace d'outre-terre, 1958, RomanSous le nom de Kurt Steiner.
- Salamandra, 1959, RomanSous le nom de Kurt Steiner.
- Le 32 juillet, 1959, RomanSous le nom de Kurt Steiner - Presses Pocket no 5109, 1981.
- Dans un manteau de brume, 1959, RomanSous le nom de Kurt Steiner.
- La Chaîne de feu, 1959, RomanSous le nom de Kurt Steiner - Le Masque Fantastique no 6, 1976.
- Le Masque des regrets, 1960, RomanSous le nom de Kurt Steiner - Le Masque Fantastique no 17, 1977.
- Glace sanglante, 1960, RomanSous le nom de Kurt Steiner.
- Aux armes d'Ortog, 1960, RomanSous le nom de Kurt Steiner.
- Manuel du savoir-mourir, 1963, RomanSous le nom de André Ruellan. Dessins de Roland Topor
- Les Improbables, 1965, RomanSous le nom de Kurt Steiner - Presses Pocket no 5040, 1978.
- Les Océans du ciel, 1967, RomanSous le nom de Kurt Steiner - J'ai lu no 779, 1977.
- Ortog et les Ténèbres, 1969, RomanSous le nom de Kurt Steiner.
- Les Enfants de l'histoire, 1969, RomanSous le nom de Kurt Steiner - J'ai lu no 701, 1976.
- Le Disque rayé, Fleuve Noir, 1970, RomanSous le nom de Kurt Steiner - Anticipation no 424
J'ai lu no 657, 1976.
- Tunnel, 1973, RomanSous le nom de André Ruellan - J'ai lu no 1006, 1979.
- Brebis galeuses, 1974, RomanSous le nom de Kurt Steiner - J'ai lu no 753, 1977.
- Les Chiens, 1979, RomanSous le nom de André Ruellan.
- Un passe-temps, 1979, RomanSous le nom de Kurt Steiner.
- Mémo, 1984, RomanSous le nom de André Ruellan.
- Grand-guignol 36-88, 1988, RomanSous le nom de Kurt Steiner - Gore no 62.

### Nouvelles
- Point de tangence, 1963
- Une torture à visage humain, 1980
- La Preuve, 1984, NouvelleSous le nom de André Ruellan - science-fiction no 1, 1984.
- Un garçon douillet, 1985, NouvelleSous le nom de André Ruellan - science-fiction no 3, 1985.
- Le Terme, 1995, NouvelleSous le nom de André Ruellan.
- Albert et Georgette, 1995, NouvelleSous le nom de André Ruellan.
- Gérard Boudin : Peintre nuagiste, 1998Sous le nom de André Ruellan avec Marie-Pierre Farkas, Gérard Boudin.

### Filmographie partielle
- 1970 : Le Distrait de Pierre Richard
- 1972 : Les Malheurs d'Alfred de Pierre Richard
- 1971 : Le Seuil du vide de Jean-François Davy
- 1979 : Les Chiens d'Alain Jessua
- 1982 : Paradis pour tous, d'Alain Jessua
- 1989 : Divine Enfant de Jean-Pierre Mocky
- 2004 : Touristes ? Oh yes !, de Jean-Pierre Mocky
- 2007 : Le Bénévole, de Jean-Pierre Mocky
- 2010 : Colère de Jean-Pierre Mocky (téléfilm)